# Big Trout Lake
Big Trout Lake är en sjö i Kanada. Den ligger i Kenora District i provinsen Ontario, i den östra delen av landet. Big Trout Lake ligger 213 meter över havet och arean är 661 kvadratkilometer.
Några av de större öarna i sjön är Bear Island, Big Island och Post Island.